# Хардбол

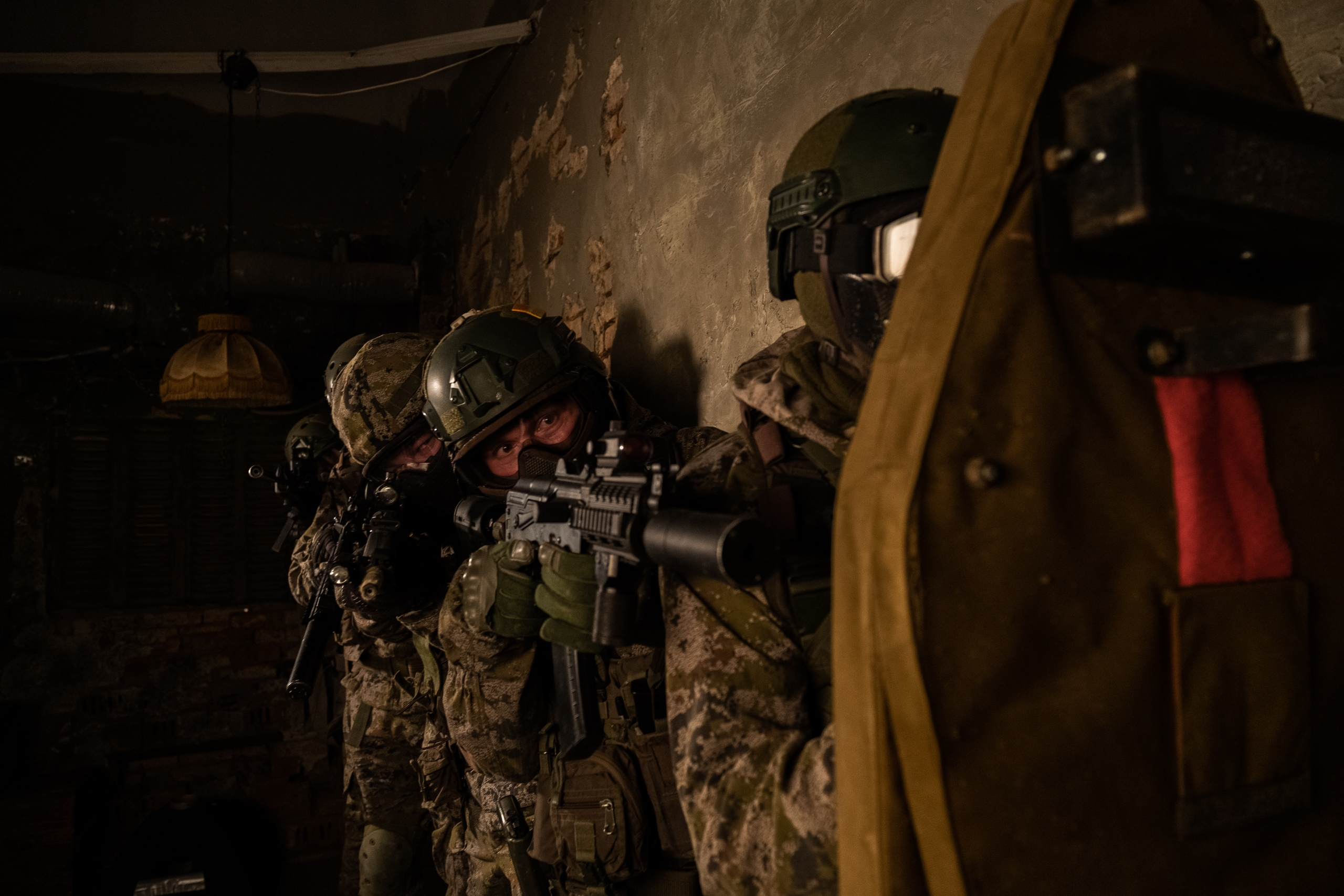
На фото можно разглядеть различное снаряжение. Пневматическое оружие, щит, защитную одежду.

Хардбол (англ. hard — жесткий, англ. ball — шар) — русская военно-спортивная игра, представляющая собой условное боевое столкновение двух или более команд, которые используют для поражения игроков противника пневматическое оружие мощностью до 7,5 Дж, устройства, имитирующие гранаты, и прочие разрешённые правилами средства, выполняя задачи, установленные сценарием (уничтожение противника, захват флага, оборона укрепления, сопровождение груза и т. п.).
Поражение игроков определяется участниками самостоятельно, в зависимости от условностей и правил, установленных сценарием. За поражение игрока может считаться как одно единственное попадание, так и несколько. Возможны варианты сценариев, при которых допускается «ранение» игрока и его последующее «лечение» непосредственно как на поле боя, так и за его пределами. Некоторыми сценариями предусмотрены бонусы за использование средств индивидуальной броневой защиты.
Многие участники хардбольных команд интересуются и другими военно-прикладными видами спорта, включая разные виды единоборств, ножевой бой, штурмовой альпинизм, туристические походы и т. д..
Основными отличиями хардбола от других ВТИ (военно-тактических-игр), таких как страйкбол, пейнтбол и лазертаг является использование более мощного вооружения и меньшее количество ограничений в действиях игроков. Ключевые отличия, сформулированные самими игроками на одном из фестивалей, посвящённых ВТИ:
- Более мощная пиротехника. В хардболе допускается использование пиротехники более высокой мощности (эквивалентом до 10-го корсара). Взрывы более громкие и эффектные;
- В качестве боеприпасов используются свинцовые пули и стальные шары с допустимой скоростью не более 180 и 160 м/с соответственно. Это делает работу с баллистическими характеристиками более значимой для достижения результата, что привносит дополнительный интерес в игре. Снайперам нужно тщательно выбирать среди множества типов снарядов, которые различаются по массе, форме и качеству, а штурмовики достаточно успешно могут поражать цели за некоторыми укрытиями (кусты, стёкла, фанера и т. п.);
- Более сложная система защиты. Благодаря этому достигается большая свобода действий: нет ограничений на дистанцию стрельбы, тип оружия, способ ведения огня. Можно стрелять из любого оружия, с любой дистанции и не видя цель (то есть «по-сомалийски»).

## Происхождение
Считается, что хардбол зародился в России как самостоятельная военно-тактическая игра. Некоторые знатоки утверждают, что хардбол появился в России раньше, чем страйкбол. По одной из версий, хардбол придумали советские бойцы спецподразделений для отработки боевых ситуаций. Другая версия гласит, что хардбол появился в России в начале 90-х годов как альтернатива страйкболу, для участия в котором требовалось специальное оружие, приобрести которое не предоставлялось возможным по ряду объективных причин (отсутствие в продаже, высокая стоимость и т. п.). На данный момент с уверенностью можно утверждать только то, что хардбол придумали в России, а в качестве самостоятельной ВТИ он начал формироваться в начале 2000-х годов.

## Защита и экипировка

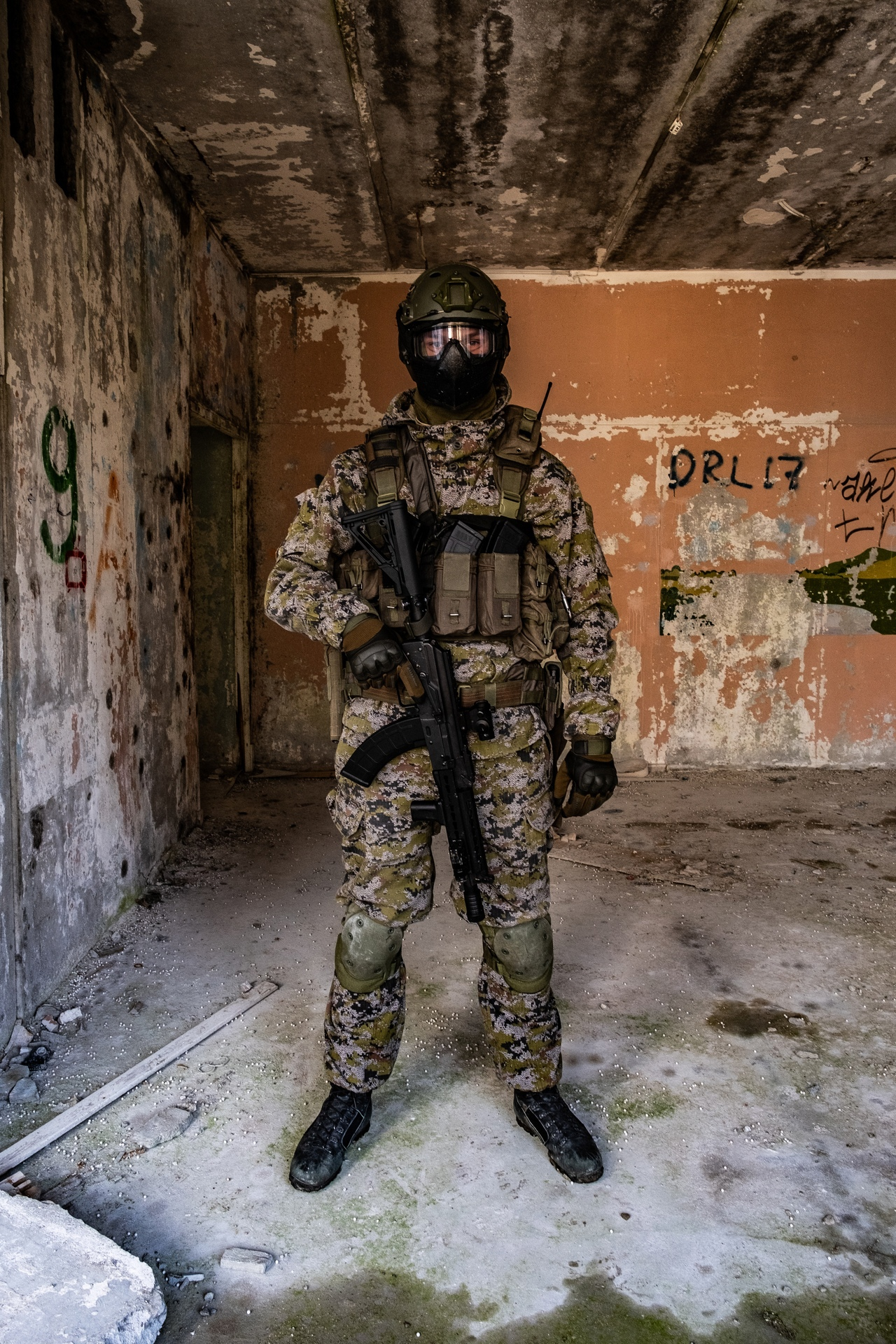
На фото внешний вид и экипировка современного хардболиста. В руках у игрока пневматический автомат.

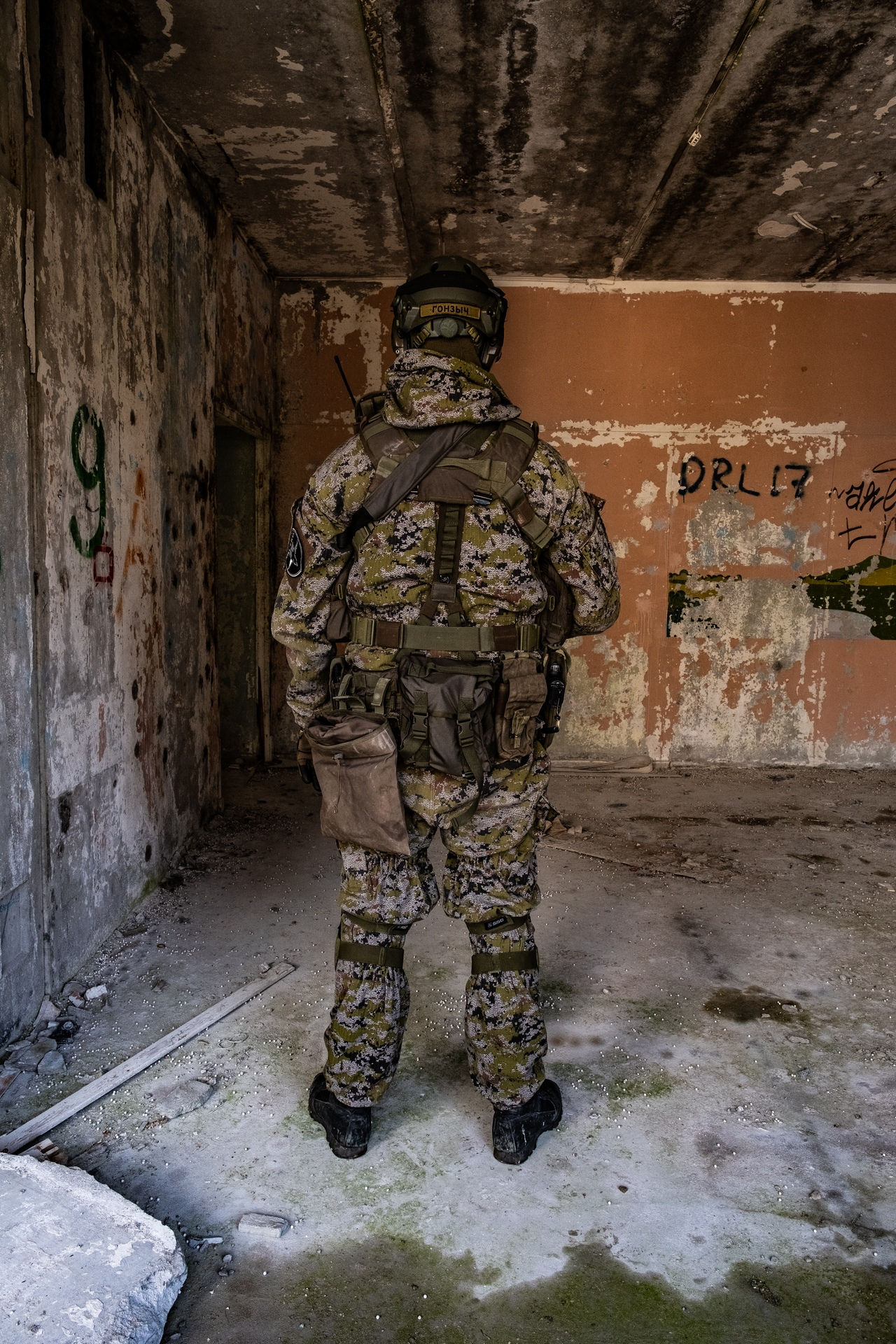
На фото внешний вид и экипировка современного хардболиста. Вид со спины.

Защита игроков чаще всего состоит из нескольких элементов, которые защищают 100 % поверхности тела от проникающих ранений. Чаще всего защита тела производится из специальных тканей и состоит из нескольких элементов:
- Балаклава для защиты головы;
- Комбинезон (или штаны с рубахой) для защиты туловища;
- Перчатки.

Для защиты лица используется маска из перфорированной стали со встроенными баллистическими очками. При изготовлении используются только сертифицированные модели очков.
Как правило, защита изготавливается на заказ с учётом индивидуальных характеристик игрока. Производством масок занимаются только частные мастера, которые постоянно совершенствуют технологию и характеристики изделия. Защитные комбинезоны шьют как сами игроки, так и некоторые ателье, специализирующиеся на производстве экипировки для военных.
В остальном экипировка для хардбола не отличается от экипировки используемой в других ВТИ или настоящими военными. Её выбор зависит от целей, которые перед собой ставит игрок. Некоторые команды регламентируют минимально необходимый набор и допустимые виды и цвета экипировки. Наиболее распространёнными разгрузочными системами являются РПС и Разгрузочные жилеты.

## Оружие
Главное качество хардбольного вооружения — не внешний вид и схожесть с боевыми образцами, а эффективность. При этом, дальность действительного огня (по одиночной цели) винтовок доходит до 140 м и выше. Преимущественным типом питания оружия является воздух высокого давления (ВВД) из-за более стабильных характеристик выстрела (скорость выстрела с применением газа СО2 сильно зависит от температуры окружающей среды, к тому же при темповой стрельбе баллон с СО2 обмерзает в результате чего скорость снаряда падает). Газобаллонное и пружинно-поршневое оружие постепенно вытесняются оружием с ВВД-системами. Начальная энергия снаряда довольно высока, но не превышает разрешенные 7,5 Дж, скорость может достигать 160 м/с для стального шарика и 180 м/с для свинцовых плоскоголовых и круглоголовых пуль.
Наиболее перспективным видом оружия для хардбола считаются гибридные системы на основе страйкбольных приводов. Они имеют высокую степень внешней схожести с боевыми образцами и при этом являются наиболее безопасными в применении.

## В культуре
В фантастическом боевике Кристофера Банча «Последний легион» описывается тренировка партизан с пневматическими винтовками, напоминающая хардбол.

- Ладно, брат. Поговорим об этом вечером. Сейчас надо учиться. — С этими словами он развернул холстину, в которую были завернуты семь маленьких винтовок. — Если у вас есть дети, то вы, наверное, видели такие. Но это не совсем игрушки. Это скорее учебное пособие начинающего бойца. Они пневматические, с ручным насосом. Бьют на двадцать метров или около того, а в наших холмах больше и не нужно. Стреляют маленькими медными шариками. Из них можно подстрелить птицу или фелмета… Или выбить глаз человеку. В отличие от Конфедерации, у нас нет ни полигонов, ни достаточных средств, чтобы обучать солдат. Эти винтовочки помогут вам научиться стрелять… и попадать в цель.

## Ссылка
- Александр Тимофеев. Романтика свинца: Хардбол. Популярная Механика (июль 2010). Дата обращения: 2 августа 2010.